# ワシントンヤシ
ワシントンヤシ (ワシントン椰子、学名: Washingtonia filifera) は、ヤシ科ワシントンヤシ属の1種である。別名、オキナヤシ、シラガヤシ、ロウジンヤシ、アメリカビロウともよばれる。

## 産地
北アメリカ原産。日本では関東地方南部以西で栽培ができる。

## 特徴
樹高は10 - 20メートル (m) 。葉は円形で直径は1 - 1.5 mほどあり、掌状に深く裂ける。裂片は線形で、先端が糸状に剥けて灰白色になり、繊維状なって垂れ下がる。葉柄の長さは1 mほど。花期は初夏（5 - 6月）。雌雄同株。果期は秋（10 - 11月）。園芸樹としての利用もあり、街路樹、公園樹、庭園樹などに植えられる。
近縁種にワシントンヤシモドキ（Washingtonia robusta）があり、本種とよく似ている。本種は小葉の基部（葉柄の先端）が細長く尖り、ワシントンヤシモドキでは丸味のある三角形とされるが、両種の交雑種（Washingtonia × filibusta）もあり、見分けは難しい。

## ギャラリー

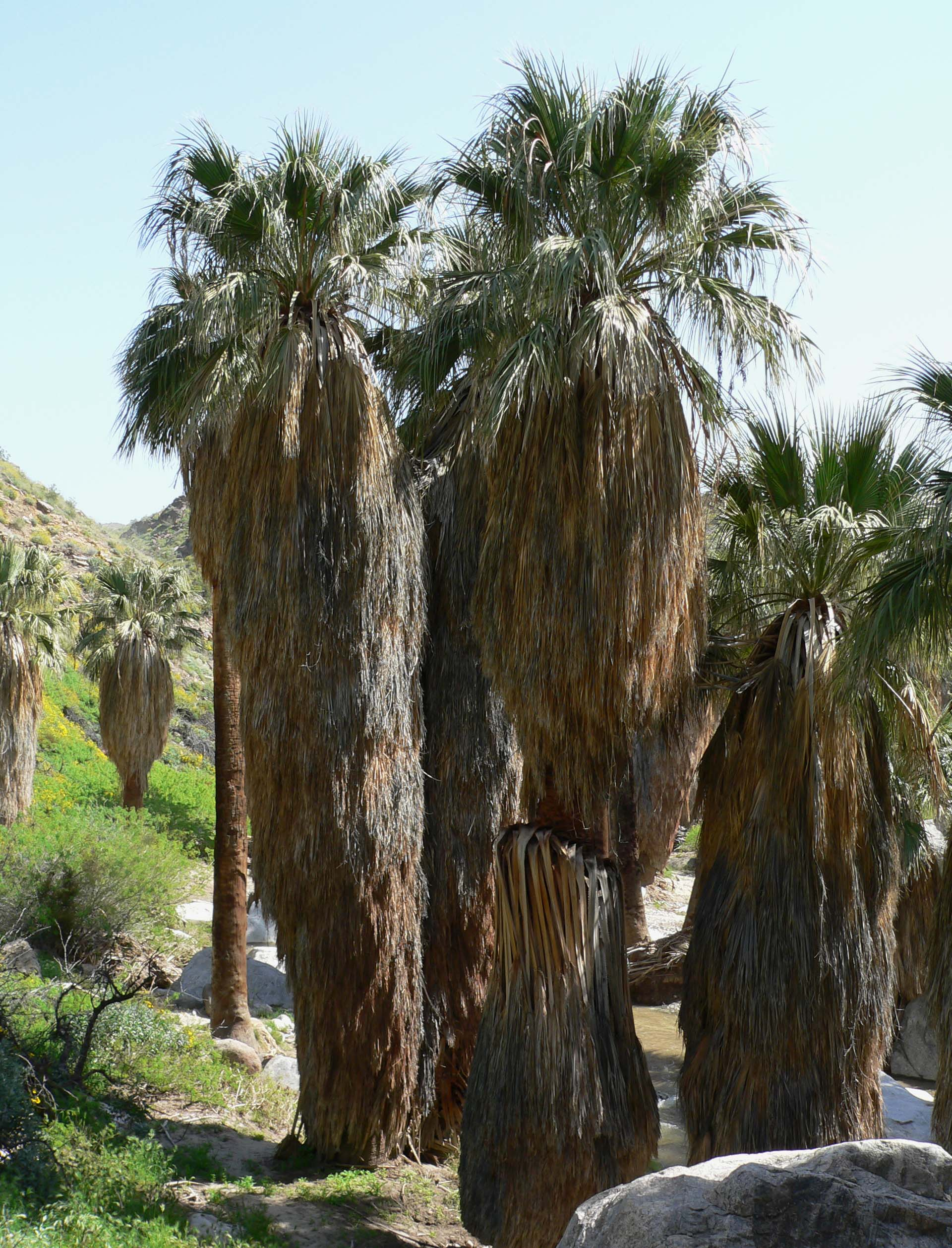
樹形
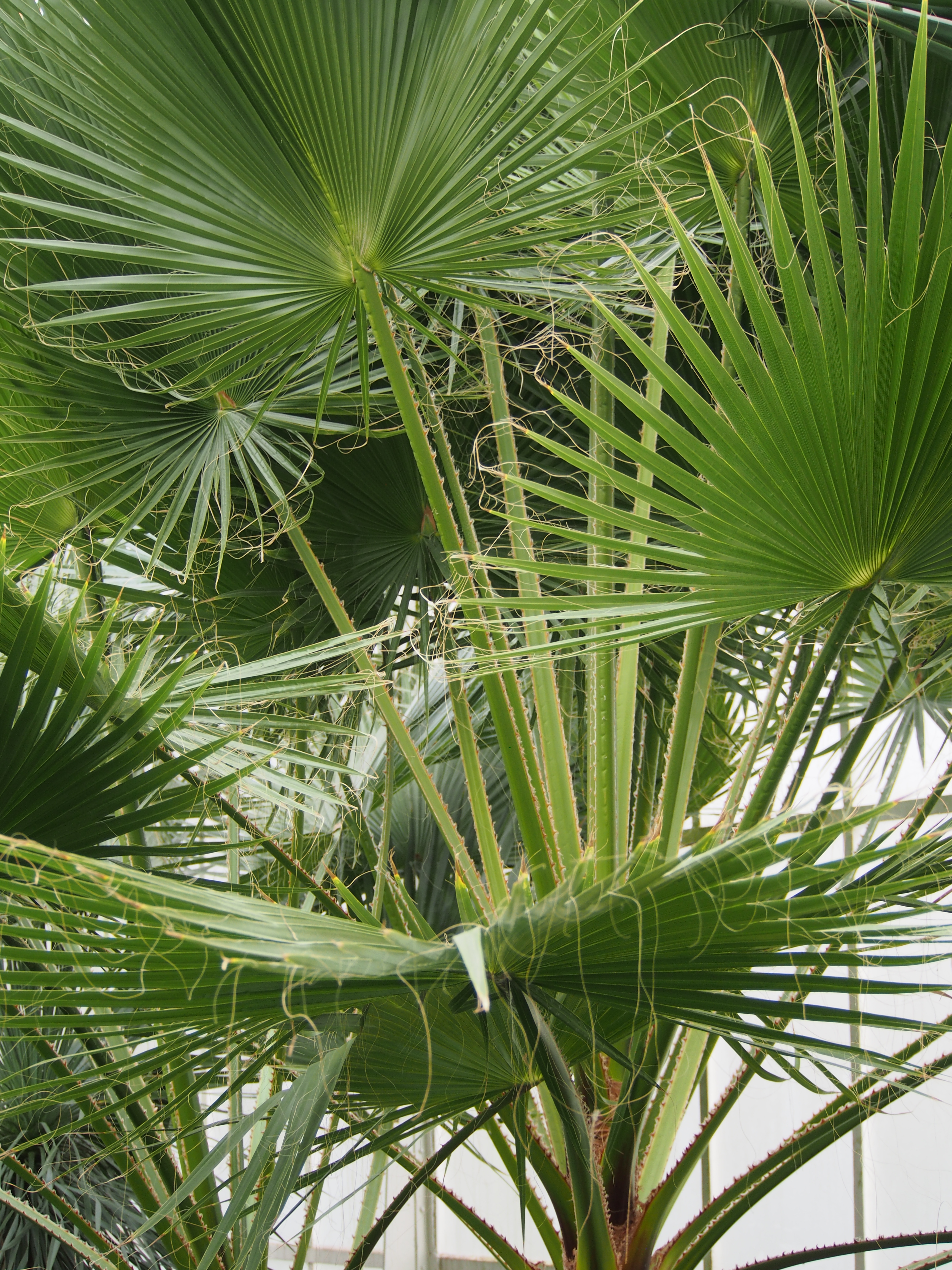
葉
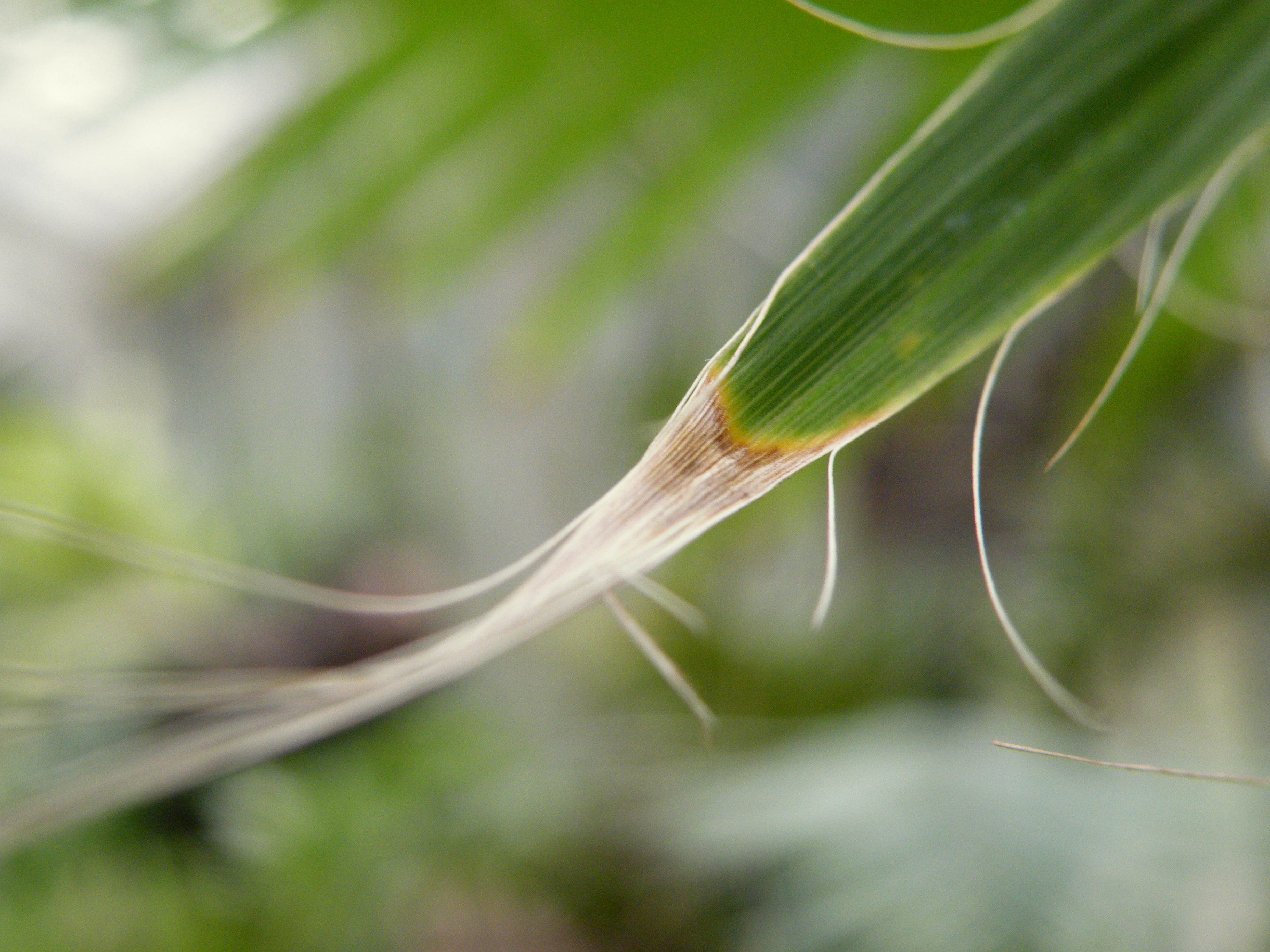
小葉の先が白っぽくなって繊維状になる
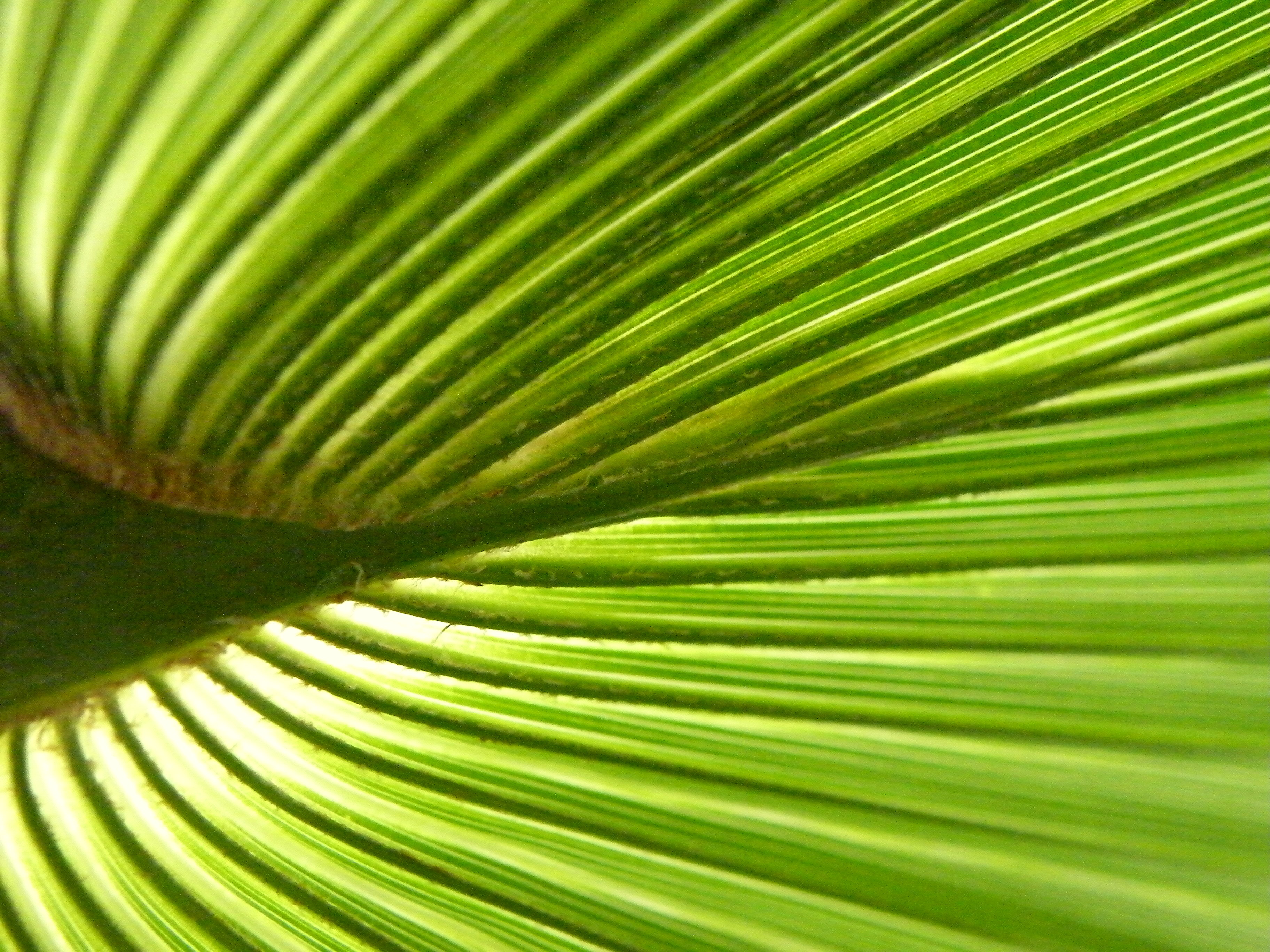
小葉の基部（葉柄の先端）は三角状で先が細く尖る
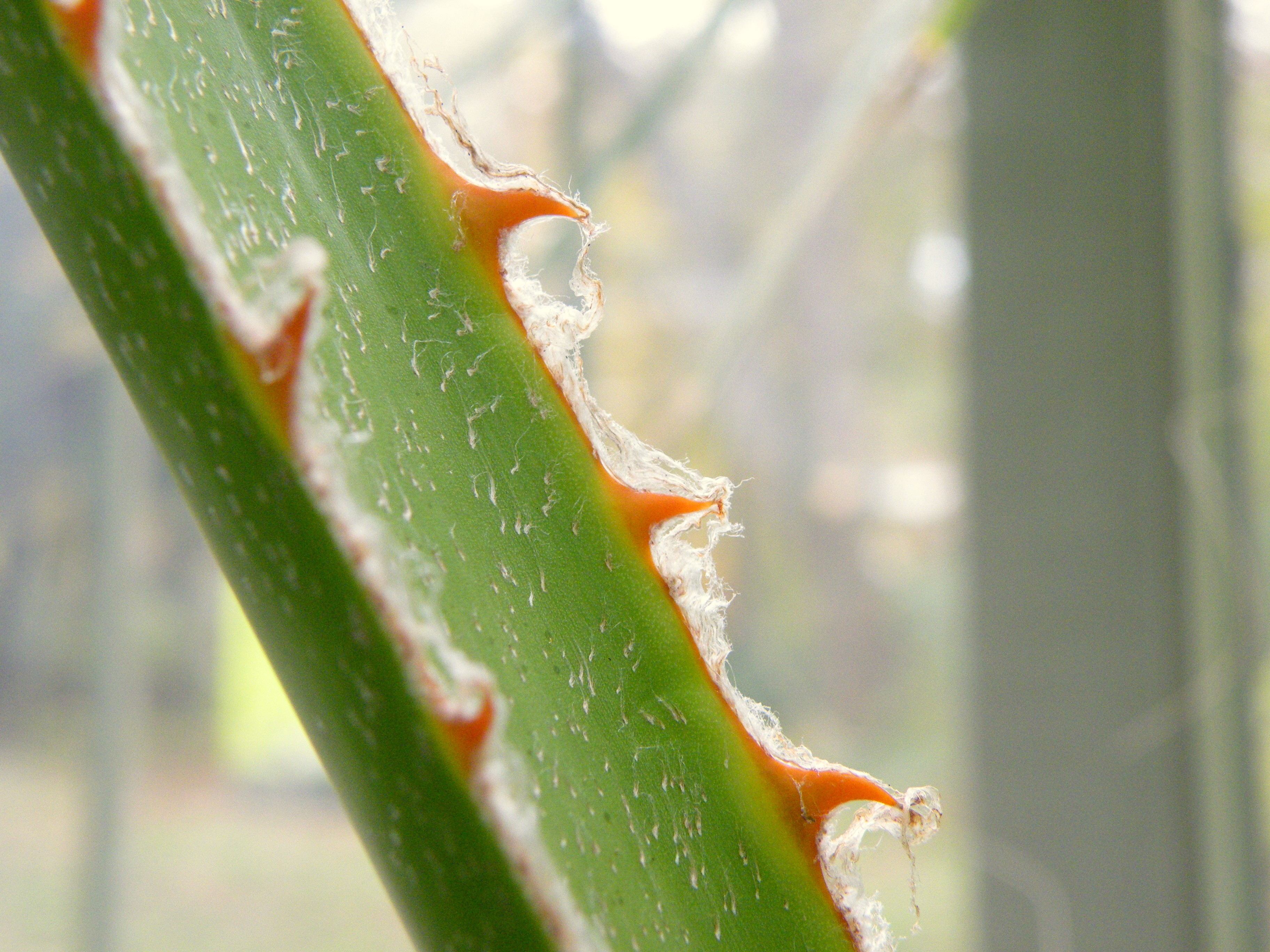
葉柄の縁にある鋭いトゲ
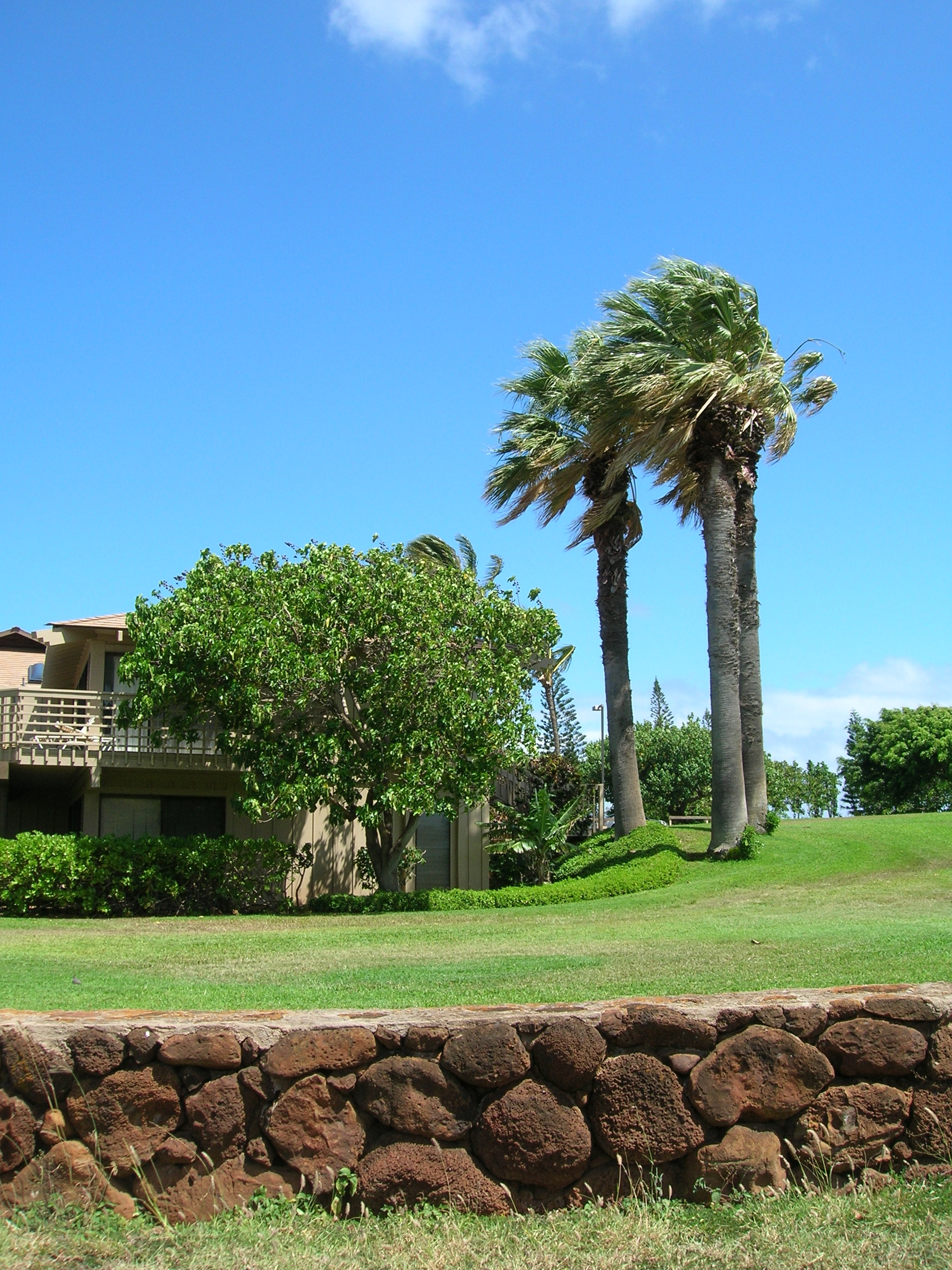
庭園樹としての利用